# Moucherolle superbe
Nephelomyias pulcher
Espèce
Synonymes
- Myiobius pulcher Sclater
- Myiophobus pulcher

Statut de conservation UICN

 LC  : Préoccupation mineure
Le Moucherolle superbe (Nephelomyias pulcher) est une espèce de passereau placée dans la famille des Tyrannidae. Il portait auparavant le nom scientifique de Myiophobus pulcher.

## Systématique
Il a été décrit en 1861 par Philip Lutley Sclater sous le nom scientifique de Myiobius pulcher.

## Sous-espèces
Cet oiseau est représenté par 3 sous-espèces :
- Nephelomyias pulcher pulcher : Ouest des Andes du Sud-Ouest de la Colombie et du Nord-Ouest de l'Équateur (au sud de la province de Pichincha) ;
- Nephelomyias pulcher bellus (P. L. Sclater, 1862) : centre et Est des Andes de Colombie et du Nord-Est de l'Équateur ; retrouvé localement au Sud-Est de l'Équateur et au Nord du Pérou (province de Catamarca) ;
- Nephelomyias pulcher oblitus Bond, 1943 : Andes du Sud-Est du Pérou (région de Cuzco et Nord de la province de Puno)[1].